# The Culpepper Cattle Co.
The Culpepper Cattle Co. o Dust, Sweat and Gunpowder (títol australià) és una pel·lícula de western revisionista del 1972 produïda per Twentieth Century Fox. Fou dirigida per Dick Richards i protagonitzada per Billy Green Bush com a Frank Culpepper i Gary Grimes com a Ben Mockridge.
Aquesta va ser la primera pel·lícula acreditada per Jerry Bruckheimer, per la qual va rebre un crèdit de productor associat. El seu lema és "Quants homes heu de matar abans de convertir-vos en el gran vaquer americà?" i també "El noi d'Estiu del 42 es converteix en un home a la conducció del bestiar de 1866", que fa referència a una pel·lícula de divulgació protagonitzada per Gary Grimes. La pel·lícula és típica de l'"hiperrealisme" de molts westerns revisionistes de principis dels anys 70. Es destaca sobretot per la seva fotografia granulosa i l'ús de la tonificació de sèpia en algunes escenes.

## Sinopsi
Ben Mockridge (Gary Grimes) és un jove orgullós de la seva pistola de 4 dòlars i aspirant a "cowboy". Demana a Frank Culpepper (Billy Green Bush) si pot unir-se a la seva unitat de bestiar a Fort Lewis, Colorado. Culpepper (una pistoler reformat) accepta de mala gana i envia Ben al cuiner (Raymond Guth) perquè sigui la seva "petita Mary".
Ben descobreix ràpidament que els adults tenen poc interès pels joves i no té interès per "mostrar-li les cordes". Culpepper tanmateix assigna a Ben les tasques de novell. Quan uns malfactors roben el ramat i en demana un rescat, Culpepper els va a buscar i en mata quatre, fins i tot disparant homes desarmats. Uns dies després uns trampers agafen Ben i li prenen el cavall i les armes. Quan els troben, els maten i els prenen les seves possessions.
Quan Ben fa la vetlla nocturna, un borni (Gregory Sierra) intenta robar els cavalls. En lloc de disparar-lo immediatament, Ben deixa que l'home el distregui amb la seva xerrada, i és superat per un altre lladre. Culpepper està indignat davant l'estupidesa de Ben. Aleshores Culpepper decideix llançar Ben a una caravana, independentment de cap a on vagi. Quan Culpepper & Co. entra a una ciutat on esperen comprar cavalls i enviar el novell, s'aturen a una berlina, on Ben reconeix un dels patrons com a lladre borni. Es produeix un altre tiroteig, on Ben es "redimeix" matant el barman quan aquest arriba per la seva escopeta. Com abans, els adversaris de Culpepper acaben morts.
Quan arriben a una zona amb herba i aigua, Culpepper deixa pasturar el bestiar, portant Caldwell i els seus homes a la ciutat a buscar el propietari per pagar-li. Ben els segueix, inicialment per comprar menjar per al cuiner, però marxa a un bar per prendre una copa, acabaó amb una prostituta del saló. El propietari del terreny, Thornton Pierce (John McLiam), diu a Culpepper que hauria d'haver-ho demanat abans de deixar pasturar el bestiar, i exigeix 200 dòlars en concepte de pagamentst. En aquesta ocasió, Culpepper & Co. queda superada i es veu obligada a renunciar a les seves armes laterals, que veuen com una castració simbòlica.
Portant el bestiar, Culpepper & Co. es troba amb un grup de "pelegrins" religiosos, dirigits per Nathaniel Green (Anthony James), que els convida a quedar-se. Diu que Déu ha dirigit el seu grup aquí, i que pretenen establir-se. No en va, Pierce i els seus matons es presenten, afirmant que "aquesta terra és seva" i dona a tothom - Green i la seva gent inclosa - una hora per baixar. Green està convençut que Culpepper ha estat enviat per Déu a ajudar-lo. Culpepper respon a Green que només ha de deixar-lo segur, que és el que pretén fer, ja que li queden menys de dues setmanes a Fort Lewis, i vendre el seu bestiar és tot el que li importa.
Ben decideix quedar-se, al sentir que pot ajudar d'alguna manera no especificada. Ell revela que va amagar amb seguretat la seva pistola i el cinturó als homes de Pierce abans de l'emboscada del bar. A mesura que Culpepper & Co. es desplaça, Caldwell i els seus tres amics, les seves consciències (i la seva voluntat de venjança) mostren el millor d'ells, tornen a defensar Green i el seu grup de Pierce, amb l'exasperació de Culpepper. Tot i això, Culpepper els deixa enrere per conduir el seu bestiar. En el tiroteig següent, tots els membres dels grups de Caldwell i Pierce, excepte Ben, són assassinats.
Posant al descobert la seva hipocresia i ingratitud, Green li diu a Ben que finalment no es quedaran, ja que el terra ha estat tacat de sang. "Déu mai no volia que ens quedéssim; només ens estava provant". Un enutjat Ben els obliga a enterrar els quatre cossos dels seus amics, després descarrega la seva pistola i es dirigeix cap a un lloc desconegut.

## Repartiment
- Gary Grimes - Ben Mockridge
- Billy "Green" Bush - Frank Culpepper
- Luke Askew - Luke
- Bo Hopkins - Dixie Brick
- Geoffrey Lewis - Russ
- Raymond Guth - Cook
- Wayne Sutherlin - Missoula
- Matt Clark - Pete
- Anthony James - Nathaniel
- Charles Martin Smith - Tim Slater
- Gregory Sierra Rustler

## Curiositats
L'escena de partida dels cowboys que porta el ramat és un clar homenatge a Riu Vermell de Howard Hawks.

## Premis i nominacions
Gregory Prentiss i Eric Bercovici foren nominats al millor guió original pel Sindicat de Guionistes dels Estats Units. A més, fou exhibida com a part de la selecció oficial al Festival Internacional de Cinema de Sant Sebastià 1972.